# Rali Vinho da Madeira de 2013
O 54º Rali Vinho da Madeira foi a 9ª prova da Taça Europeia de Ralis (ERC Cup) de 2013. A prova, em piso de asfalto, foi disputada como habitualmente na ilha da Madeira e foi ganha pelo piloto italiano Giandomenico Basso num Peugeot 207 S2000, que alcançou o seu 4º triunfo na prova. Bruno Magalhães foi o melhor português ao terminar em 2º lugar da classificação geral, vencendo a prova a contar para a Taça Ouro de Ralis da FPAK.
Esta prova ficou marcada por uma controvérsia relacionada com os pneus: tardiamente foi revelado que só seriam admitidos os pilotos com pneus homologados pela FIA. Dada a impossibilidade de fazer chegar os pneus homologados para todos os pilotos em tempo útil, foram realizadas duas provas paralelas: uma oficial, com pneus FIA válida para a ERC Cup e uma segunda, com todos os pilotos válida para as provas nacionais. É esta que é apresentada.

## Resultados[1]
| Pos. | Piloto             | Navegador         | Carro                  | Tempo      |
| ---- | ------------------ | ----------------- | ---------------------- | ---------- |
| 1    | Giandomenico Basso | Lorenzo Granai    | Peugeot 207 S2000      | 2h28m50.8s |
| 2    | Bruno Magalhães    | Nuno R. Silva     | Peugeot 207 S2000      | +07.3s     |
| 3    | Miguel Nunes       | João Paulo        | Mitsubishi Lancer X R4 | + 3m30.8s  |
| 4    | Pedro Meireles     | Mário Castro      | Škoda Fabia S2000      | +3m42.5s   |
| 5    | Luca Betti         | Francesco Pezzoli | Ford Fiesta S2000      | +4m04.1s   |
| 6    | Filipe Freitas     | Daniel Figueiroa  | Mitsubishi Lancer X R4 | +5m36s     |
| 7    | Filipe Pires       | Vasco Rodrigues   | Mitsubishi Lancer X    | +9m11.2s   |
| 8    | Luís Serrado       | João Sousa        | Peugeot 206 S1600      | +10m53.7s  |
| 9    | José Camacho       | Fernando Spínola  | Peugeot 206 S1600      | +13m08.3s  |
| 10   | Rui Conceição      | Duarte Coelho     | Ford Escort Cosworth   | +16m50.1s  |

### Classificativas especiais[1]
| Dia            | Especial                | Nome                | Distância | Hora               | Vencedor           | Tempo       | Vel. Média | Lider Rali         |
| -------------- | ----------------------- | ------------------- | --------- | ------------------ | ------------------ | ----------- | ---------- | ------------------ |
| Dia 1 2 Agosto | SS1                     | Campo de Golfe 1    | 15,99 km  | 19:47              | Giandomenico Basso | 10:05.1     | 95.13 km/h | Giandomenico Basso |
| Dia 1 2 Agosto | SS2                     | Chão da Lagoa 1     | 22.01 km  | 20:30              | Bruno Magalhães    | 13:55.9     | 94.56 km/h | Bruno Magalhães    |
| Dia 2 3 Agosto | SS3                     | Campo de Golfe 2    | 15,99 km  | 10:53              | Giandomenico Basso | 9:57.2      | 96.39 km/h | Giandomenico Basso |
| Dia 2 3 Agosto | SS4                     | Chão da Lagoa 2     | 22,01 km  | 11:36              | Giandomenico Basso | 13:46.9     | 95.82 km/h | Giandomenico Basso |
| Dia 2 3 Agosto | SS5                     | Cidade de Santana 1 | 13,87 km  | 14:14              | Giandomenico Basso | 8:54.9      | 93.35 km/h | Giandomenico Basso |
| Dia 2 3 Agosto | SS6                     | Referta 1           | 14,29 km  | 14:49              | Giandomenico Basso | 9:58.9      | 85.90 km/h | Giandomenico Basso |
| Dia 2 3 Agosto | SS7                     | 4 Estradas 1        | 15,13 km  | 15:17              | Giandomenico Basso | 9:23.5      | 96.66 km/h | Giandomenico Basso |
| Dia 2 3 Agosto | SS8                     | Cidade de Santana 2 | 13,87 km  | 17:33              | Giandomenico Basso | 8:48.3      | 94.51 km/h | Giandomenico Basso |
| Dia 2 3 Agosto | SS9                     | Referta 2           | 14,29 km  | 18:08              | Bruno Magalhães    | 9:53.3      | 86.71 km/h | Giandomenico Basso |
| Dia 2 3 Agosto | SS10                    | 4 Estradas 2        | 15,13 km  | 18:36              | Giandomenico Basso | 9:19.2      | 97.40 km/h | Giandomenico Basso |
| Dia 3 4 Agosto |                         |                     |           |                    |                    |             |            | Giandomenico Basso |
| SS11           | Paúl da Serra 1         | 10,92 km            | 10:25     | Giandomenico Basso | 7:10.3             | 91.36 km/h  |            | Giandomenico Basso |
| SS12           | Ponta do Pargo 1        | 13,13 km            | 11:18     | Bruno Magalhães    | 7:55.9             | 99.32 km/h  |            | Giandomenico Basso |
| SS13           | Rosário 1               | 11,52 km            | 12:05     | Bruno Magalhães    | 7:10.0             | 96.45 km/h  |            | Giandomenico Basso |
| SS14           | Paúl da Serra 2         | 10,92 km            | 14:00     | Bruno Magalhães    | 7:10.6             | 91.30 km/h  |            | Giandomenico Basso |
| SS15           | Ponta do Pargo 2        | 13,13 km            | 14:53     | Bruno Magalhães    | 7:52.5             | 100.04 km/h |            | Giandomenico Basso |
| SS16           | Rosário 2 (Power Stage) | 11,52 km            | 15:40     | Bruno Magalhães    | 07:08.6            | 96.76 km/h  |            | Giandomenico Basso |